# ガラクツロン酸
d-ガラクツロン酸（d-ガラクツロンさん、d-galacturonic acid）は、糖酸の1つで、d-ガラクトースの酸化型である。ポリマーのポリガラクツロン酸（ペクチン酸）はペクチンの主成分である。鎖状構造では、C1にアルデヒド基、C6にカルボキシ基を持つ。天然にはD体のみが多糖の構成成分として植物に広く存在する。L体のCAS登録番号は、[108729-78-8]である。
d-ガラクトースの別の酸化型は、d-ガラクトン酸（C1にカルボキシ基）および、粘液酸（C1およびC6にカルボキシル基）である。ウロン酸または、ヘキスロン酸でもある。
天然に存在するウロン酸は、d-グルクロン酸、d-ガラクツロン酸、l-イズロン酸、d-マンヌロン酸である。